# Richard Reynolds (futbolista)
Richard Reynolds (Georgetown, 13 de julio de 1980) es un futbolista de Guyana que juega como arquero. Su equipo actual es el Alpha United FC de la GFF Superliga de Guyana.

## Trayectoria
Debutó con 21 años para el Camptown de Georgetown. Sus buenas actuaciones en el arco le valieron para ser contratado por el North East Stars de Trinidad y Tobago en el año 2004. Se mantuvo en liga de aquel país por 5 años, jugando además para el Caledonia AIA (2007) y Tobago United (2008-2009) para regresar en el 2010 al Bakewell Topp XX de la liga de su país.
A partir del 2011, juega para el Alpha United FC. 

## Selección nacional
Jugó su primer partido con la Selección de fútbol de Guyana el 27 de julio de 2006 frente a Santa Lucía en un amistoso.
Mantuvo una buena racha de entregar su valla invicta en seis partidos consecutivos.
Ha jugado por su selección en la edición clasificatoria a la Copa Mundial del 2010 y 2014, además de otros partidos, como de la Copa del Caribe.
Lleva 33 partidos jugados por su selección.

## Clubes
| Club             | País              | Año         |
| ---------------- | ----------------- | ----------- |
| Camptown FC      | Guyana            | 2001 - 2003 |
| North East Stars | Trinidad y Tobago | 2004 - 2006 |
| Caledonia AIA    | Trinidad y Tobago | 2007        |
| Tobago United    | Trinidad y Tobago | 2008 - 2009 |
| Bakewell Topp XX | Guyana            | 2010        |
| Alpha United FC  | Guyana            | 2011 -      |